# Jan Hable
Jan Hable (* 4. Januar 1989 in Hradec Králové, Tschechoslowakei, heute Tschechien) ist ein tschechischer ehemaliger Fußballspieler.

## Vereinskarriere
Hable begann mit dem Fußballspielen in Nové Město nad Metují und wechselte später zum FC Hradec Králové. Zur Saison 2006/07 wurde der defensive Mittelfeldspieler in den Profikader des Zweitligisten aufgenommen. Sein Debüt im Herrenbereich gab Hable am 30. März 2007 im Spiel gegen den FC Dosta Bystrc-Kníničky, als er in der 74. Spielminute eingewechselt wurde. Der Defensivspieler kam noch weitere drei Male zum Einsatz.
Im Mai 2007 zeigte Inter Mailand Interesse an dem Talent, schließlich wechselte Hable im Sommer 2007 zum AC Florenz. Die Ablösesumme lag bei 20 Millionen Kronen, weitere 35 Millionen Kronen kommen dazu, falls Hable eine bestimmte Anzahl an Pflichtspielen für die Fiorentina absolviert.
Ohne Aussichten auf Einsätze in der Profimannschaft der Fiorentina wechselte Hable im Januar 2009 auf Leihbasis bis Ende 2009 zum tschechischen Erstligisten Baník Ostrava. In Ostrava konnte sich Hable nicht durchsetzen. In der Rückrunde der Saison 2008/09 kam er auf sieben Einsätze, davon fünf von Beginn an, in der Vorrunde der Spielzeit 2009/10 kam er zwei Mal zum Einsatz. In der Winterpause kehrte Hable nach Florenz zurück. Bereits Ende Januar wechselte Hable zu Ascoli Calcio in die Serie B.
Anschließend spielte er 2013–2014 bei Banik Ostrava, bevor er zurück zum  FC Hradec Králové wechselte. 2022 beendete er sein aktive Karriere beim FK Náchod.

## Nationalmannschaft
Aufmerksam auf sich machte Hable bei der U-17-Europameisterschaft 2006, wo er zu den besten Spielern der Tschechen gehörte, die erst im Finale Russland unterlagen. Beim UEFA-CAF Meridian Cup 2007 führte er die UEFA-Auswahl als Mannschaftskapitän zum 6:1-Sieg gegen die CAF-Auswahl.